# Juan Antonio Andonaegui y Aguirre
Juan Antonio Andonaegui y Aguirre (Mutriku, Guipúscoa, 1804 - Madrid, 4 de juny de 1880) fou un jurista basc, membre de la Reial Acadèmia de Ciències Morals i Polítiques.

## Biografia
Es va llicenciar i doctorar en Cànons i Lleis al Col·legi-Universitat d'Oñate. En 1827 va obtenir la càtedra de Filosofia moral de la Universitat d'Oñate i en 1829 la càtedra de Decretals. A causa de la primera guerra carlista hagué de fugir a Sant Sebastià el 1834, i l'11 de setembre de 1834 fou nomenat director general d'estudis del Col·legi d'Humanitats de Santiago de Bilbao. De 1838 a 1840 fou bibliotecari i consiliari del Col·legi-Universitat d'Oñate, ara traslladat a Vitòria, i hi continuà com a professor quan el 1842 fou suprimit i convertit en Institut provincial
El 22 de novembre de 1845 fou nomenat catedràtic de dret romà de la Universitat de Salamanca, i en juny de 1848 va ser traslladat a la Universitat de Valladolid. Va ocupar el càrrec fins que l'1 de maig de 1856 fou nomenat catedràtic de dret canònic de la Universitat de Madrid. El 14 de març de 1860 també hi fou nomenat catedràtic d'Història eclesiàstica, Concilis i Col·leccions canòniques, que va ocupar fins a la seva mort. Uns mesos més tard també fou nomenat degà de la Facultat de Dret de la mateixa universitat i el novembre de 1871 rector interí. En 1866 fou nomenat acadèmic de la Reial Acadèmia de Ciències Morals i Polítiques. Seria nomenat rector de la Universitat de Madrid del 18 de setembre de 1874 al 19 de febrer de 1875.

## Obres
- Programa para la cátedra de Instituciones canónicas, Madrid 1862.